# Kolegiata Narodzenia Najświętszej Maryi Panny w Krypnie
Kolegiata pw. Narodzenia Najświętszej Maryi Panny w Krypnie – kościół w Krypnie Kościelnym został wybudowany w latach 1881 – 1885, według projektu Feliksa Nowickiego.

## Historia
Kościół zbudowano dzięki staraniom proboszcza knyszyńskiego księdza Adama Słonimskiego i za zezwoleniem cara Aleksandra III. Projekt świątyni w tzw. stylu przejściowym (połączenie motywów neoromańskich i neogotyckich) opracował ceniony w tym czasie architekt Feliks Nowicki. 

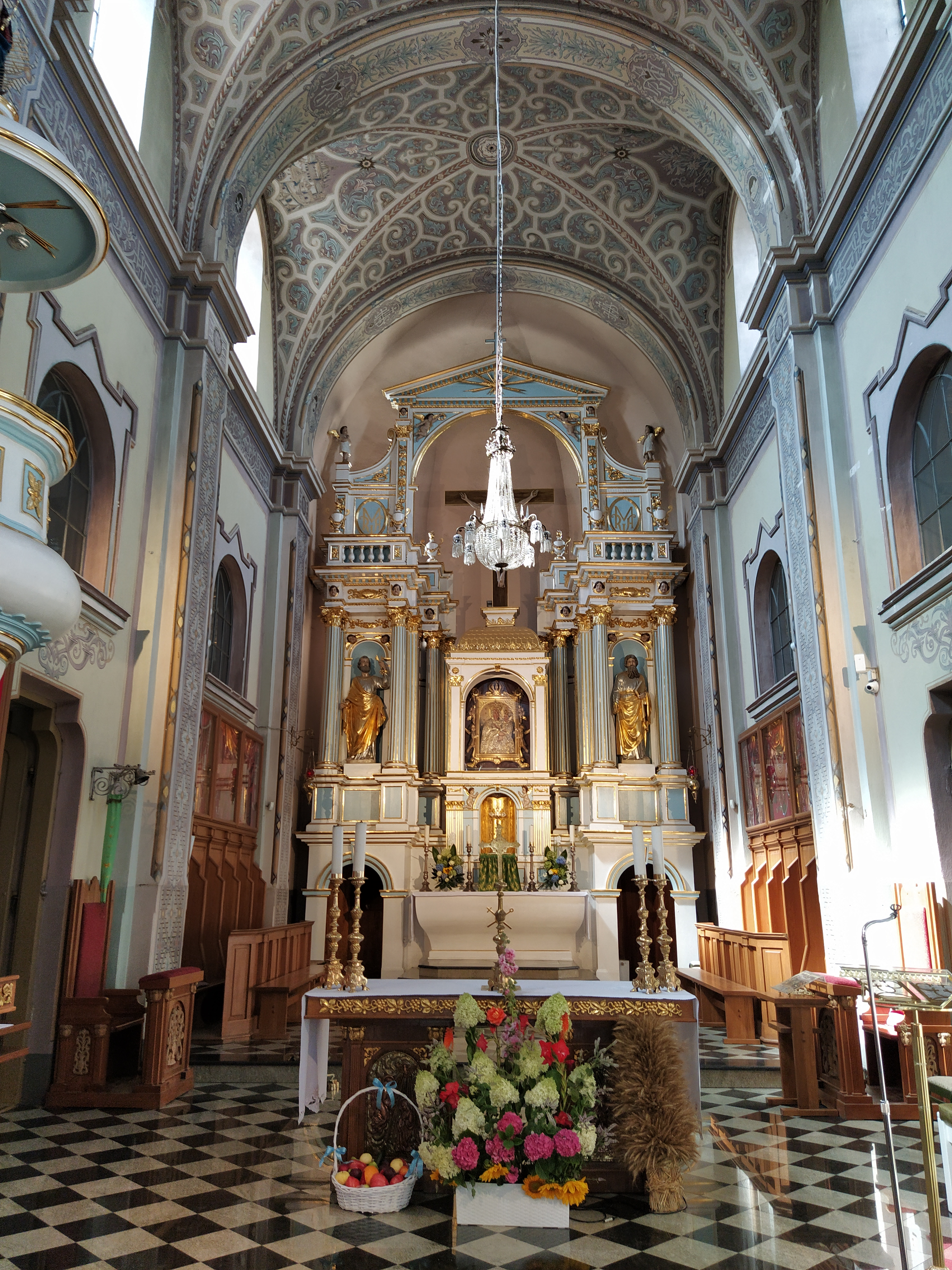
Wnętrze świątyni - ołtarz główny z obrazem Matki Bożej Pocieszenia

W budowę znaczny wkład materialny wniosła Róża z Potockich Krasińska (synowa poety Zygmunta Krasińskiego). W ołtarzu głównym umieszczono krypniański, słynący łaskami obraz Matki Bożej Pocieszenia.
Corocznie, we wrześniu, przed obraz udają się wierni w Pieszej Pielgrzymce Rodzin.

## Kanonicy krypniańscy
W 1997 kościół w Krypnie został podniesiony do godności kolegiaty przez arcybiskupa Stanisława Szymeckiego.